# Вистемп (Вармінсько-Мазурське воєводство)
Вистемп (пол. Występ, нім. Wystemp, 1938-45: Höhenwerder) — село в Польщі, у гміні Розоги Щиценського повіту Вармінсько-Мазурського воєводства.
Населення — 244 особи (2011).

## Демографія
Демографічна структура станом на 31 березня 2011 року:
|          | Загалом | Допрацездатний вік | Працездатний вік | Постпрацездатний вік |
| -------- | ------- | ------------------ | ---------------- | -------------------- |
| Чоловіки | 127     | 24                 | 94               | 9                    |
| Жінки    | 117     | 25                 | 70               | 22                   |
| Разом    | 244     | 49                 | 164              | 31                   |